# Harun Isa
Harun Isa (mac. Харун Иса; ur. 21 stycznia 1969 w Tetowie) – jugosłowiański i północnomacedoński piłkarz pochodzenia albańskiego.